# Hessisches Studienbeitragsgesetz
Das Hessische Studienbeitragsgesetz (HStubeiG) vom 16. Oktober 2006 regelte die Einführung von allgemeinen Studienbeiträgen in Hessen zum Wintersemester 2007/2008.
Bis zum Sommersemester 2007 waren nur von Studierenden, die nicht über ein Studienguthaben verfügten (Langzeitstudenten), Gebühren nach dem Hessischen Studienguthabengesetz erhoben worden.
Der Studienbeitrag nach dem HStubeiG wurde nach dem Gesetz zur Sicherstellung von Chancengleichheit an hessischen Hochschulen letztmals für das Sommersemester 2008 erhoben.

## Grundsätzliches
Grundsätzlich sollte jeder Studierende ab Wintersemester (WS) 2007/2008 500 Euro pro Semester (zzgl. der bisher üblichen Einschreibe-/ Rückmeldegebühren) bezahlen. Den Hochschulen wurde weiterhin freigestellt, per Satzung Beiträge bis zu 1.500 Euro zu erheben. Diese Sätze galten für ein Erststudium innerhalb der Regelstudienzeit, eine Verlängerung um vier Semester war möglich, jedoch zu Lasten eines ggf. angestrebten konsekutiven Masterstudienganges. Dieser konnte – sofern die Verlängerungssemester noch nicht in Anspruch genommen worden waren – auch zum erwähnten Beitrag wahrgenommen werden.

## Langzeitstudium, Master, Zweitstudium
Dauerte das Studium länger, wurden zusätzlich Langzeitstudiengebühren fällig, deren Höhe sich nach dem von der Hochschule erhobenen Regelbeitrag richteten, also ebenfalls bis zu 1.500 Euro pro Semester. Dieser Beitrag erhöhte sich pro Semester um weitere 200 Euro, ab dem dritten Folgesemester war keine Erhöhung mehr vorgesehen.
Ab WS 2010/2011 galt für alle Masterstudiengänge der erhöhte Betrag von 1.500 Euro.
Die Beiträge wurden mit Erhalt des Bescheids sofort fällig, in der Regel also sofort nach der Rückmeldung.

## Verwendung
Die Langzeitstudiengebühren flossen direkt in den Landeshaushalt ein (entgegen den Zusagen bei deren Einführung), lediglich eine Verwaltungskostenpauschale verblieb an der Hochschule. Die Grundbeiträge sollten (zunächst bis 2010) an den Hochschulen verbleiben, doch wären auch hier etwa 10 % Verwaltungskosten angefallen. Darüber hinaus flossen weitere 10 % in einen so genannten „Studienfonds“, der Zinserhöhungen über die vereinbarte Schwelle von 7,5 % jährlich abfangen sowie Kreditausfälle ausgleichen sollte. Die Höhe des Fondsanteils konnte jedoch auf Ministerialebene jederzeit den „Erfordernissen“ angepasst werden.

## Befreiung
Die Hochschulen sollten 10 von hundert Studierenden die Gebühren erlassen, die überdurchschnittliche Leistungen erbringen. Weitere Ausnahmen waren vorgesehen.

## Rückzahlung
Die Finanzierung der Beiträge erfolgte entweder direkt oder – falls dies nicht möglich war – auf Antrag über einen Kredit, welcher im Erststudium per Anspruch abgerufen werden konnte. Im Zweitstudium oder bei Fälligkeit von Langzeitbeiträgen verfiel dieser Anspruch. Überstieg das Studiendarlehn einen Betrag von 15.000 Euro, konnte der Studierende auf Antrag von der Rückzahlung des darüber hinausgehenden Betrages befreit werden. Die Rückzahlung dieses Kredites erfolgte ab dem 24. Monat nach Beendigung des Studiums in festen monatlichen Raten zwischen 50 und 150 Euro monatlich. Jeweils halbjährlich konnten Sonderzahlungen geleistet werden. War der Kreditnehmer nicht in der Lage, die Tilgung zu finanzieren, war auf Antrag eine Stundung möglich.

## Datenschutz
Zur Abwicklung des Gesetzes konnten weitreichende persönliche Daten erfasst und weitergegeben werden.